# دوزخ‌دره (سقز)
دوزخ‌دره روستایی از توابع بخش مرکزی در شهرستان سقز است که در استان کردستان ایران قرار دارند.

## جمعیت
این روستا در دهستان سرا واقع شده و براساس سرشماری سال ۱۳۸۵، جمعیت آن ۷۴۳ نفر (۱۶۱ خانوار) بوده‌است.

## مشاهیر روستا
- حاج شیخ عبدالقادر دوزخدره، که از جمله مشایخ و عارفان نامدار سقز و کردستان بود.
- ژیلا حسینی، که اولین زن شاعر شعر نو در کردستان ایران بود. مزار این شاعر در روستای دوزخ‌دره قرار دارد.